# Potencial graduat

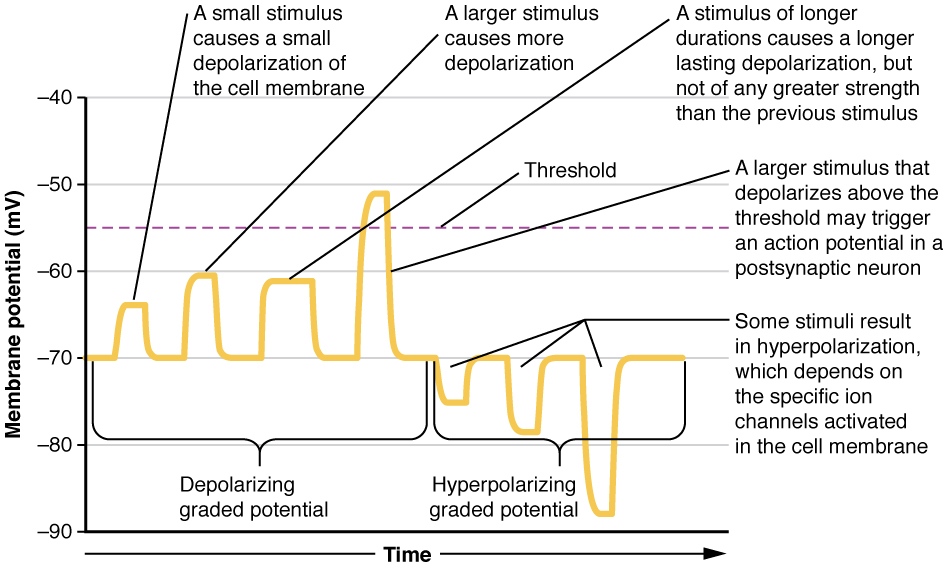
Exemples de potencials graduats

Els potencials graduats són canvis en el potencial de membrana que varien en mida, en lloc de ser tot o cap. Inclouen potencials diversos com els potencials del receptor, els potencials electrotònics, les oscil·lacions del potencial de membrana subllindar, el potencial d'ona lenta, els potencials de marcapassos i els potencials sinàptics, que s'escalen amb la magnitud de l'estímul. Sorgeixen de la suma de les accions individuals de les proteïnes del canal iònic dependents de lligands i disminueixen amb el temps i l'espai. Normalment no impliquen canals de sodi i potassi dependents de voltatge. Aquests impulsos són incrementals i poden ser excitatoris o inhibidors. Es produeixen a la dendrita postsinàptica en resposta a l'activació de la neurona presinàptica i l'alliberament del neurotransmissor, o poden ocórrer al múscul esquelètic, llis o cardíac en resposta a l'entrada nerviosa. La magnitud d'un potencial graduat ve determinada per la força de l'estímul.

## EPSP
Els potencials graduats que fan que el potencial de membrana sigui menys negatiu o més positiu, fent que la cèl·lula postsinàptica tingui més probabilitats de tenir un potencial d'acció, s'anomenen potencials excitatoris postsinàptics (EPSP). Els potencials locals depolaritzadors es sumen, i si la tensió arriba al potencial llindar, es produeix un potencial d'acció en aquesta cel·la.
Les EPSP són causades per l'entrada de Na+ o Ca2+ des de l'espai extracel·lular cap a la neurona o la cèl·lula muscular. Quan la neurona presinàptica té un potencial d'acció, el Ca2+ entra a la terminal de l'axó a través dels canals de calci dependents del voltatge i provoca l'exocitosi de les vesícules sinàptiques, provocant l'alliberament del neurotransmissor. El transmissor es difon a través de l'escletxa sinàptica i activa els canals iònics controlats per lligands que medien l'EPSP. L'amplitud de l'EPSP és directament proporcional al nombre de vesícules sinàptiques que es van alliberar.Si l'EPSP no és prou gran per activar un potencial d'acció, la membrana es repolaritza posteriorment al seu potencial de membrana en repòs. Això mostra la naturalesa temporal i reversible dels potencials graduats.

## IPSP
Els potencials graduats que fan que el potencial de membrana sigui més negatiu i que la cèl·lula postsinàptica tingui menys probabilitats de tenir un potencial d'acció s'anomenen potencials inhibitoris postsinàptics (IPSP). La hiperpolarització de les membranes és causada per l'entrada de Cl− o per l'eflux de K+. Igual que amb els EPSP, l'amplitud de l'IPSP és directament proporcional al nombre de vesícules sinàptiques que es van alliberar.